# Mi vida loca
Mi vida loca (littéralement, en français : Ma folle vie) est un film américano-britannique réalisé par Allison Anders, sorti en 1993.

## Synopsis
Le film suit la vie de différentes personnes latinas du quartier d'Echo Park à Los Angeles.

## Fiche technique
- Titre : Mi vida loca
- Réalisation : Allison Anders
- Scénario : Allison Anders
- Photographie : Rodrigo García
- Musique : John Taylor
- Montage : Richard Chew, Tracy Granger	et Kathryn Himoff
- Production : Carl Colpaert
- Production : Channel Four Films, Home Box Office (HBO), Cineville Inc.
- Distribution (France, sortie en salles) : Haut et Court

## Distribution
- Angel Aviles : Sad Girl
- Seidy Lopez : Mousie
- Jacob Vargas : Ernesto
- Marlo Marron : Giggles
- Jesse Borrego : El Duran
- Salma Hayek : Gata
- Danny Trejo : Frank
- Spike Jonze : Un drogué
- Jason Lee : Un drogué